# Куюмджиев
Куюмджиев, Коемджиев, Коюмджиев, Куемджиев, Куюмджийски са фамилни имена, произхождащи от турската дума kuyumcu или златар.

## Личности с такова родово име
- Панде Куюмджиев, български революционер
- Арсо Куюмджиев (1899 – 1968), български революционер
- Тома Куюмджиев (1901 – 1927), български революционер
- Николай Куюмджиев – Бебо (1937 – 2000), български аранжор, оркестратор и музикант
- Кръстьо Куюмджиев (1933 – 1988), български литературен критик
- Атанас Куюмджиев (р. 19??), български професор
- Николай Куюмджиев (1937 – 2000), български музикант, продуцент и композитор
- Николай Куюмджиев (р. 1957), бивш заместник-министър на околната среда и водите
- Радослав Куюмджиев (р. 19??), български треньор по планинско колоездене
- Явор Куюмджиев (р. 1970), бивш заместник-министър на икономиката и енергетиката
- Димитър Коемджиев (р. 1978), български футболист
- Ангел Куюмджийски (1886 – 1953), предприемач